# Lista ariilor protejate din România declarate monumente ale naturii

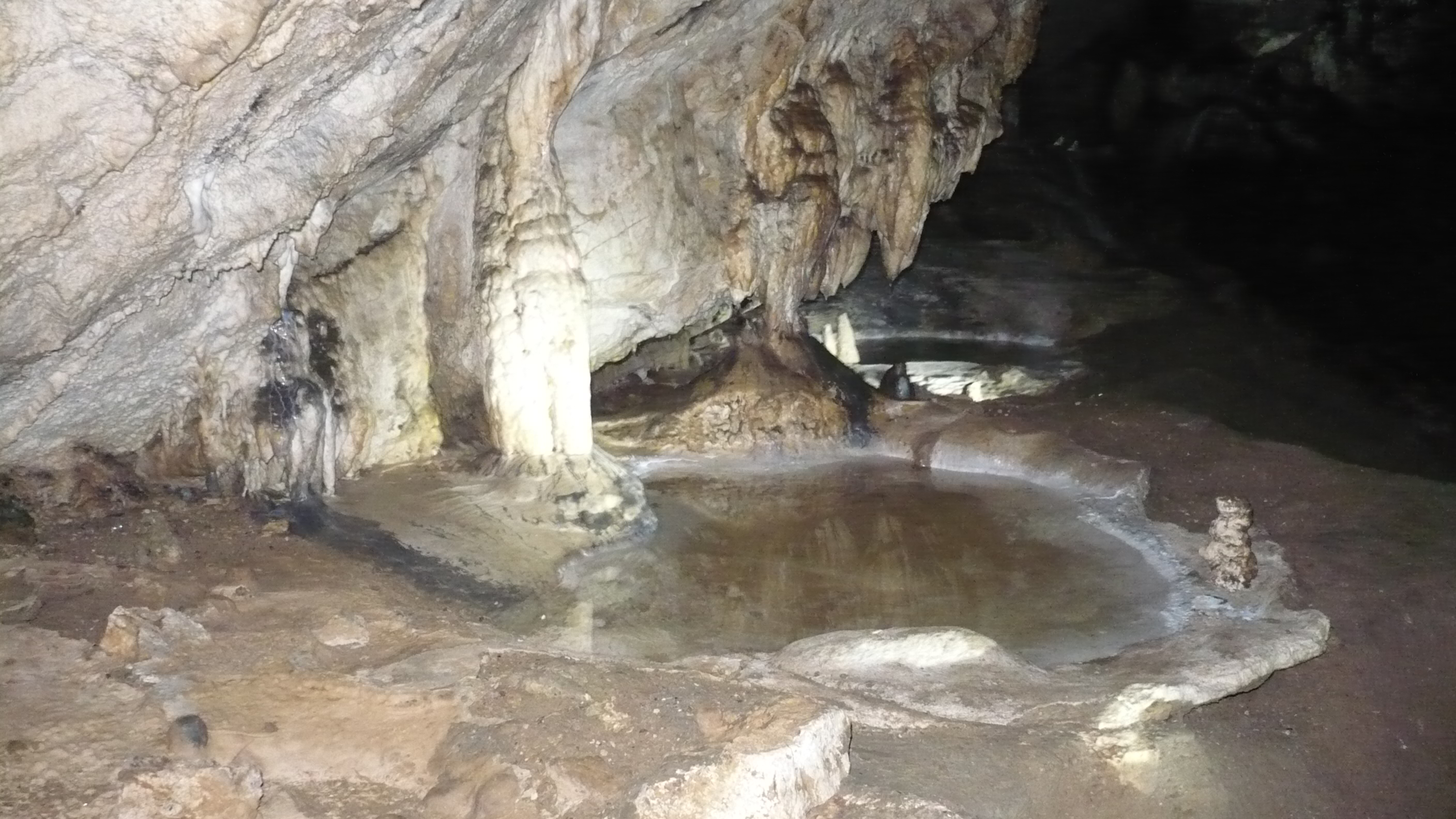
Peștera Valea Cetății

Lista ariilor protejate declarate monumente ale naturii cuprinde rezervațiile naturale (peșteri, avene, locuri fosilifere, abrupturi calcaroase, masive de sare, locuri cu emanații de gaze naturale, cheiuri, stâncării, lacuri, izvoare intermitente, cascade) ce corespund categoriei a III-a IUCN (monument al naturii) aflate pe teritoriul administrativ al României.

## Arii protejate din România declarate monumente ale naturii
| Județ           | Denumire                                    | Localizare                             | Tip                        | Suprafață (ha) | Observații (imagini)   |
| --------------- | ------------------------------------------- | -------------------------------------- | -------------------------- | -------------- | ---------------------- |
| Alba            | Avenul din Hoanca Urzicarului               | Satul Vârtop                           | speologic                  | 1,50           |                        |
| Alba            | Izbucul Mătișești                           | Satul Mătișești                        | speologic                  | 0,20           |                        |
| Alba            | Masa Jidovului                              | Satul Tău Bistra                       | geologic                   | 0,20           |                        |
| Alba            | Izbucul Tăuzului                            | Satul Hodobana, comuna Arieșeni        | geologic                   | 1              |                        |
| Alba            | Piatra Corbului (Roșia Montană)             | Comuna Roșia Montană                   | geologic                   | 5              |                        |
| Alba            | Piatra Despicată                            | Comuna Roșia Montană                   | geologic                   | 0,20           |                        |
| Alba            | Piatra Varului                              | Comuna Meteș                           | geologic                   | 1              |                        |
| Arad            | Peștera Valea Morii                         | Comuna Moneasa                         | speologic                  | 5              |                        |
| Argeș           | Calcarul numulitic de la Albești            | Satul Albești                          | geologic și paleontologic  | 1,50           |                        |
| Argeș           | Granitul de la Albești                      | Satul Albești                          | geologic                   | 0,50           |                        |
| Argeș           | Lacul Buda                                  | Comuna Nucșoara                        | mixt                       | 0,40           | Munții Făgărașului     |
| Argeș           | Lacul Galbena IV                            | Comunele Nucșoara, Rucăr               | mixt                       | 0,20           | Munții Făgărașului     |
| Argeș           | Lacul Hârtop I                              | Comunele Nucșoara, Rucăr               | mixt                       | 0,30           | Munții Făgărașului     |
| Argeș           | Lacul Hârtop II                             | Comunele Nucșoara, Rucăr               | mixt                       | 0,35           | Munții Făgărașului     |
| Argeș           | Lacul Hârtop V                              | Comunele Nucșoara, Rucăr               | mixt                       | 1              | Munții Făgărașului     |
| Argeș           | Lacul Iezer, Munții Făgăraș                 | Comuna Nucșoara                        | mixt                       | 0,60           | Munții Făgărașului     |
| Argeș           | Lacul Izvorul-Mușeteică                     | Comuna Nucșoara                        | mixt                       | 0,30           | Munții Făgărașului     |
| Argeș           | Lacul Jgheburoasa                           | Comunele Nucșoara, Rucăr               | mixt                       | 2              | Munții Făgărașului     |
| Argeș           | Lacul Mănăstirii                            | Comuna Nucșoara                        | mixt                       | 0,60           | Munții Făgărașului     |
| Argeș           | Lacul Scărișoara Galbenă                    | Comuna Nucșoara                        | mixt                       | 2              | Munții Făgărașului     |
| Argeș           | Lacul Valea Rea                             | Comunele Nucșoara, Rucăr               | mixt                       | 0,50           | Munții Făgărașului     |
| Argeș           | Lacul Zârna                                 | Comuna Nucșoara                        | mixt                       | 0,50           | Munții Făgărașului     |
| Argeș           | Locul fosilifer Suslănești                  | Satul Suslănești                       | paleontologic              | 3,50           |                        |
| Bacău           | Cineritele de Nutasca - Ruseni              | Comuna Cleja                           | geologic                   | 0,10           |                        |
| Bacău           | Calcarele cu Litothamnius                   | Satul Cireșoaia                        | geologic                   | 0,10           |                        |
| Bacău           | Punctul fosilifer Cârligata                 | Comuna Mărgineni                       | paleontologic              | 0,10           |                        |
| Bacău           | Punctul fosilifer La Runc                   | Comuna Gura Văii                       | paleontologic              | 0,10           |                        |
| Bacău           | Strate tip pentru „Formațiunea de Pietrosu” | Comuna Mărgineni                       | paleontologic              | 0,10           |                        |
| Bacău           | Strate tip pentru „Formațiunea de Supan”    | Orașul Comănești                       | paleontologic              | 0,10           |                        |
| Bihor           | Avenul Câmpeneasa                           | Orașul Vașcău                          | speologic                  | 1              |                        |
| Bihor           | Groapa Ruginoasa - Valea Seacă              | Orașul Nucet                           | geologic                   | 20,40          |                        |
| Bihor           | Peștera Farcu                               | Comuna Roșia                           | speologic                  | 0,10           |                        |
| Bihor           | Peștera Igrița                              | Comuna Aștileu                         | speologic                  | 0,10           |                        |
| Bihor           | Peștera Osoi                                | Comuna Vârciorog                       | speologic                  | 0,10           |                        |
| Bihor           | Peștera Vacii                               | Comuna Roșia                           | speologic                  | 0,10           |                        |
| Bistrița-Năsăud | Rezervația naturală Comarnic                | Comuna Livezile                        | paleontologic              | 5              |                        |
| Bistrița-Năsăud | Masivul de sare de la Sărățel               | Satul Sărățel                          | geologic                   | 5              |                        |
| Bistrița-Năsăud | Peștera din Valea Cobășelului               | Comuna Șanț                            | speologic                  | 1              |                        |
| Bistrița-Năsăud | Râpa Verde                                  | Satul Budacu de Sus                    | geologic                   | 1              |                        |
| Bistrița-Năsăud | Râpa cu păpuși                              | Satul Domnești                         | geologic                   | 2              |                        |
| Bistrița-Năsăud | Vulcanii noroioși „La Gloduri”              | Comuna Monor                           | geologic                   | 2              |                        |
| Bistrița-Năsăud | Zăvoaiele Borcutului                        | Comuna Romuli                          | hidrogeologic              | 1              |                        |
| Brașov          | Cheile Zărneștiului                         | Comuna Moieciu                         | geologic                   | 109,80         |                        |
| Brașov          | Cheile Văii Mari - Dopca                    | Comunele Apața, Hoghiz, Racoș          | geologic și geomorfologic  | 4              |                        |
| Brașov          | Coloanele de bazalt de la Piatra Cioplită   | Comuna Comăna                          | geologic                   | 1              |                        |
| Brașov          | Coloanele de bazalt de la Racoș             | Comuna Racoș                           | geologic                   | 1,10           |                        |
| Brașov          | Stânca bazaltică de la Rupea                | Orașul Rupea                           | geologic                   | 9              |                        |
| Brașov          | Locul fosilifer Carhaga                     | Comuna Racoș                           | paleontologic              | 1,60           |                        |
| Brașov          | Locul fosilifer Ormeniș                     | Comuna Ormeniș                         | paleontologic              | 4              |                        |
| Brașov          | Locul fosilifer de la Vama Strunga          | Comunele Moieciu, Moroeni(din jud. DB) | paleontologic              | 10             | 2 ha în jud. Dâmbovița |
| Brașov          | Locul fosilifer Purcăreni                   | Comuna Tărlungeni                      | paleontologic              | 0,20           |                        |
| Brașov          | Peștera Liliecilor (Rucăr-Bran)             | Comuna Moieciu                         | speologic                  | 4,78           |                        |
| Brașov          | Peștera Bârlogul Ursului                    | Comunele Apața, Racoș                  | speologic                  | 1              |                        |
| Brașov          | Peștera Valea Cetății                       | Orașul Râșnov                          | speologic                  | 1              |                        |
| Brașov          | Vulcanii Noroioși de la Băile Homorod       | Comuna Homorod                         | geologic                   | 0,10           |                        |
| Buzău           | Focul Viu - Lopătari                        | Comuna Lopătari                        | geologic                   | 0,03           |                        |
| Buzău           | Piatra Albă „La Grunj”                      | Comuna Mânzălești                      | geologic                   | 0,025          |                        |
| Buzău           | Chihlimbarul de Buzău                       | Comuna Colți                           | geologic și paleontologic  | 2,52           |                        |
| Buzău           | Blocurile de calcar de la Bădila            | Comuna Viperești                       | geologic și paleontoologic | 1              |                        |
| Buzău           | Sarea lui Buzău                             | Comuna Viperești                       | geologic                   | 1,77           |                        |
| Caraș-Severin   | Dealul Petrolea - Cuptoare                  | Comuna Cornea                          | mixt                       | 5              |                        |
| Caraș-Severin   | Locul fosilifer de la Apadia                | Satul Apadia                           | paleontologic              | 1              |                        |
| Caraș-Severin   | Locul fosilifer de la Delinești             | Satul Delinești                        | paleontologic              | 4              |                        |
| Caraș-Severin   | Locul fosilifer de la Ezeriș                | Satul Ezeriș                           | paleontologic              | 2              |                        |
| Caraș-Severin   | Locul fosilifer de la Globu Craiovei        | Satul Globu Craiovei                   | paleontologic              | 2              |                        |
| Caraș-Severin   | Locul fosilifer de la Petroșnița            | Satul Petroșnița                       | paleontologic              | 3              |                        |
| Caraș-Severin   | Locul fosilifer de la Soceni                | Satul Soceni                           | paleontologic              | 0,40           |                        |
| Caraș-Severin   | Locul fosilifer de la Târnova               | Satul Târnova                          | paleontologic              | 2              |                        |
| Caraș-Severin   | Locul fosilifer de la Tirol                 | Satul Tirol                            | paleontologic              | 0,50           |                        |
| Caraș-Severin   | Locul fosilifer de la Valeapai              | Satul Valeapai                         | paleontologic              | 2              |                        |
| Caraș-Severin   | Locul fosilifer de la Zorlențu Mare         | Satul Zorlențu Mare                    | paleontologic              | 3              |                        |
| Caraș-Severin   | Râpa Neagră                                 | Comuna Mehadia                         | mixt                       | 5              |                        |
| Caraș-Severin   | Peștera Comarnic                            | Comuna Carașova                        | geologic                   | 0,10           |                        |
| Caraș-Severin   | Peștera Popovăț                             | Comuna Carașova                        | geologic                   | 0,10           |                        |
| Caraș-Severin   | Sfinxul Bănățean                            | Comuna Topleț                          | geomorfologic              | 0,50           |                        |
| Caraș-Severin   | Valea Greațca                               | Comuna Mehadia                         | geomorfologic              | 9              |                        |
| Cluj            | Cariera Corabia                             | Satul Someșu Rece                      | geologic                   | 2              |                        |
| Cluj            | Gipsurile de la Leghia                      | Satul Leghia                           | geologic                   | 1              |                        |
| Cluj            | Locul fosilifer Coruș                       | Satul Corușu                           | paleontologic              | 2              |                        |
| Cluj            | Peștera din Piatra Ponorului                | Satul Mărgău                           | geologic                   | 2              |                        |
| Cluj            | Peștera Vârfurașu                           | Comuna Mărgău                          | geologic și speologic      | 1              |                        |
| Cluj            | Peștera Mare de pe Valea Firei              | Comuna Mărgău                          | speologic                  | 2              |                        |
| Constanța       | Peștera Limanu                              | Comuna Limanu                          | speologic                  | 1              |                        |
| Constanța       | Locul fosilifer Aliman                      | Comuna Aliman                          | paleontologic              | 15             |                        |
| Constanța       | Locul fosilifer Cernavodă                   | Orașul Cernavodă                       | paleontologic              | 3              |                        |
| Constanța       | Locul fosilifer Movila Banului              | Municipiul Mangalia                    | paleontologic              | 4              |                        |
| Constanța       | Locul fosilifer Seimenii Mari               | Comuna Seimeni                         | paleontologic              | 0,50           |                        |
| Constanța       | Peștera Gura Dobrogei                       | Comuna Târgușor                        | speologic                  | 5              |                        |
| Constanța       | Peștera La Adam                             | Comuna Târgușor                        | speologic                  | 5              |                        |
| Constanța       | Locul fosilifer Credința                    | Comuna Cobadin                         | paleontologic              | 6              |                        |
| Constanța       | Pereții calcaroși de la Petroșani           | Comuna Deleni                          | geologic                   | 4,80           |                        |
| Constanța       | Reciful Neojurasic de la Topalu             | Satul Topalu                           | paleontologic              | 8              |                        |
| Dâmbovița       | Peștera - Cocora (Valea Horoabei - Cocora)  | Comuna Moroeni                         | mixt                       | 304            |                        |
| Dâmbovița       | Peștera Răteiului                           | Comuna Moroeni                         | speologic                  | 1,50           |                        |
| Gorj            | Dealul Gornăcelu                            | Satul Gornăcel                         | mixt                       | 1              |                        |
| Gorj            | Izbucul Jaleșului                           | Comuna Runcu                           | geologic                   | 20             |                        |
| Gorj            | Izvoarele Izvernei                          | Satul Isvarna                          | mixt                       | 500            |                        |
| Gorj            | Izvoarele minerale Săcelu                   | Comuna Săcelu                          | mixt                       | 1              |                        |
| Gorj            | Peștera Martel                              | Comuna Padeș                           | speologic                  | 2              |                        |
| Gorj            | Peștera Muierilor                           | Comuna Baia de Fier                    | speologic                  | 19             |                        |
| Gorj            | Peștera Iedului                             | Comuna Baia de Fier                    | speologic                  | 1              |                        |
| Gorj            | Peștera Lazului                             | Comuna Padeș                           | speologic                  | 2              |                        |
| Gorj            | Peștera Gura Plaiului                       | Satul Topești                          | speologic                  | 10             | Munții Vâlcan          |
| Gorj            | Piatra Andreaua                             | Satul Sohodol                          | geologic și peisagistic    | 1              | Munții Vâlcan          |
| Gorj            | Piatra Buha                                 | Comuna Săcelu                          | geologic și peisagistic    | 1              |                        |
| Gorj            | Piatra Biserica Dracilor                    | Satul Blahnița de Sus                  | speologic                  | 1              |                        |
| Gorj            | Stâncile Rafailă                            | Orașul Bumbești-Jiu                    | geologic și peisagistic    | 1              |                        |
| Gorj            | Sfinxul Lainicilor                          | Orașul Bumbești-Jiu                    | geologic și peisagistic    | 1              |                        |
| Harghita        | Avenul Licaș                                | Satul Lacu Roșu                        | geologic                   | 5              |                        |
| Harghita        | Cascada de apă termală Toplița              | Orașul Toplița                         | peisagistic                | 0,50           |                        |
| Harghita        | Dealul Melcului (Firtuș)                    | Comuna Corund                          | geologic                   | 8              |                        |
| Harghita        | Muntele de sare Praid                       | Comuna Praid                           | geologic                   | 60             |                        |
| Harghita        | Peștera Șugău                               | Comuna Suseni                          | mixt                       | 17             |                        |
| Harghita        | Rezervația geologică de la Sâncrăieni       | Comuna Sâncrăieni                      | geologic și peisagistic    | 10             |                        |
| Harghita        | Vulcanii noroioși de la Filiaș              | Orașul Cristuru Secuiesc               | botanic și geologic        | 1              |                        |
| Hunedoara       | Peștera Cizmei                              | Comuna Ribița                          | speologic                  | 0,1            |                        |
| Hunedoara       | Podul natural de la Grohot                  | Comuna Bulzeștii de Sus                | geologic și botanic        | 1              |                        |
| Iași            | Locul fosilifer Băiceni                     | Satul Băiceni                          | paleontologic              | 3,23           |                        |
| Maramureș       | Lacul Albastru                              | Orașul Baia Sprie                      | habitat acvatic            | 0,50           |                        |
| Maramureș       | Coloanele de la Limpedea                    | Municipiul Baia Mare                   | geologic                   | 3              |                        |
| Maramureș       | Izvorul Bătrâna                             | Satul Moisei                           | mixt                       | 0,50           |                        |
| Maramureș       | Peștera cu Oase de la Poiana Botizii        | Comuna Băiuț                           | speologic                  | 0,50           |                        |
| Maramureș       | Peștera Vălenii Șomcutei                    | Orașul Șomcuta Mare                    | speologic                  | 5              |                        |
| Maramureș       | Peștera Boiu Mare                           | Comuna Boiu Mare                       | speologic                  | 0,50           |                        |
| Maramureș       | Rozeta de piatră de la Ilba                 | Satul Ilba                             | geologic                   | 0,50           |                        |
| Mehedinți       | Pietrele Roșii                              | Satul Husnicioara                      | paleontologic              | 1              |                        |
| Mehedinții      | Izvorul și stâncăriile de la Câmana         | Comuna Podeni                          | mixt                       | 25             |                        |
| Mureș           | Lacul Ursu                                  | Orașul Sovata                          | mixt                       | 79             |                        |
| Neamț           | Cheile Bicazului                            | Comuna Bicaz-Chei                      | mixt                       | 11.600         |                        |
| Neamț           | Cascada Duruitoarea                         | Comuna Ceahlău                         | peisagistic                | 1              |                        |
| Neamț           | Peștera Munticelu                           | Comuna Bicazu Ardelean                 | speologic                  | 1              |                        |
| Neamț           | Peștera Toșorog                             | Comuna Bicazu Ardelean                 | speologic                  | 0,10           |                        |
| Neamț           | Piatra Teiului                              | Comuna PoianaTeiului                   | geologic                   | 0,20           |                        |
| Neamț           | Stânca Șerbești                             | Comuna Ștefan cel Mare                 | geologic și peisagistic    | 5              |                        |
| Prahova         | Plaiul Hoților                              | Orașul Sinaia                          | paleontologic              | 6              |                        |
| Prahova         | Muntele de Sare Slănic Prahova              | Orașul Slănic                          | geologic                   | 2              |                        |
| Sălaj           | Calcarele de Rona                           | Satul Rona                             | geologic                   | 0,50           |                        |
| Sălaj           | Grădina Zmeilor                             | Satul Gâlgău Almașului                 | geologic și peisagistic    | 3              |                        |
| Sălaj           | Pietrele Moșu și Baba                       | Satul Someș-Guruslău                   | geologic și peisagistic    | 0,20           |                        |
| Sălaj           | Gresiile de pe Stânca Dracului              | Satul Hida                             | geologic și peisagistic    | 0,001          |                        |
| Sălaj           | Peștera Măgurici                            | Satul Răstoci                          | faunistic și geologic      | 1              |                        |
| Sibiu           | La Grumaji                                  | Comuna Jina                            | mixt                       | 2              |                        |
| Sibiu           | Calcarele cu hippuriți de la Cisnădioara    | Satul Cisnădioara                      | geologic, mixt             | 0,90           |                        |
| Sibiu           | Pintenii din Coasta Jinei                   | Comuna Jina                            | mixt                       | 2              |                        |
| Sibiu           | Canionul Mihăileni                          | Comuna Mihăileni                       | geologic                   | 16             |                        |
| Sibiu           | Masa Jidovului                              | Comuna Jina                            | geologic și peisagistic    | 2              |                        |
| Sibiu           | Vulcanii noroioși de la Hașag               | Satul Hașag                            | mixt                       | 1              |                        |
| Suceava         | Piatra Buhei                                | Municipiul Câmpulung Moldovenesc       | geologic                   | 2              |                        |
| Suceava         | Klippa de calcare triasice Pârâul Cailor    | Comuna Breaza                          | geologic-paleontologic     | 0,10           |                        |
| Suceava         | Doisprezece Apostoli                        | Comuna Dorna Candrenilor               | mixt                       | 200            |                        |
| Suceava         | Piatra Țibăului                             | Comuna Cârlibaba                       | mixt                       | 20,30          |                        |
| Suceava         | Moara Dracului                              | Municipiul Câmpulung Moldovenesc       | geologic                   | 1,30           |                        |
| Tulcea          | Rezervația Agighiol                         | Satul Agighiol                         | geologic                   | 9,30           |                        |
| Vaslui          | Locul fosilifer Mălușteni                   | Comuna Mălușteni                       | paleontologic              | 10             |                        |
| Vaslui          | Locul fosilifer Nisipăria Hulubăț           | Municipiul Vaslui                      | paleontologic              | 2,50           |                        |
| Vâlcea          | Avenul Piciorul Boului                      | Comuna Câineni                         | geologic                   | 0,10           |                        |
| Vâlcea          | Peștera Liliecilor                          | Comuna Costești                        | speologic                  | 1              |                        |
| Vâlcea          | Peștera Munteanu - Murgoci                  | Orașul Băile Olănești                  | speologic                  | 1              |                        |
| Vâlcea          | Peștera Pagodelor                           | Orașul Băile Olănești                  | speologic                  | 0,30           |                        |
| Vâlcea          | Peștera cu Lac                              | Orașul Băile Olănești                  | speologic                  | 0,10           |                        |
| Vâlcea          | Peștera cu Perle                            | Orașul Băile Olănești                  | speologic                  | 0,50           |                        |
| Vâlcea          | Peștera Valea Bistrița                      | Orașul Băile Olănești                  | speologic                  | 0,25           |                        |
| Vâlcea          | Peștera Arnăuților                          | Orașul Băile Olănești                  | speologic                  | 0,40           |                        |
| Vâlcea          | Peștera Caprelor                            | Orașul Băile Olănești                  | speologic                  | 0,50           |                        |
| Vâlcea          | Peștera Clopot                              | Orașul Băile Olănești                  | speologic                  | 0,10           |                        |
| Vâlcea          | Peștera Rac                                 | Orașul Băile Olănești                  | speologic                  | 0,20           |                        |
| Vâlcea          | Piramidele de la Slătioara                  | Comunele Slătioara, Stroești           | mixt                       | 10,50          |                        |
| Vâlcea          | Piramidele din Valea Stăncioiului           | Municipiul Râmnicu Vâlcea              | mixt                       | 12             |                        |
| Vrancea         | Focul Viu de la Andreiașu de Jos            | Comuna Andreiașu de Jos                | mixt                       | 12             |                        |